# 14047 Kohichiro
14047 Kohichiro è un asteroide della fascia principale. Scoperto nel 1995, presenta un'orbita caratterizzata da un semiasse maggiore pari a 2,3811555 au e da un'eccentricità di 0,0791696, inclinata di 5,75061° rispetto all'eclittica.
L'asteroide è dedicato a Kohichiro Morita, professore all'osservatorio astronomico nazionale del Giappone.